# Záblatí (Dříteň)
Dříteň – wieś w Czechach, w gminie Dříteň, w powiecie Czeskie Budziejowice, w kraju południowoczeskim.
Záblatí leży 4,5 km na zachód od wsi Dříteň, będącej siedzibą gminy. Znajduje się tu 60 domów.  Według danych z dnia 1 stycznia 2011 liczyła 115 mieszkańców.
W obrębie katastralnym Záblatí leżą Radomilice, Strachovice i Záblatíčko.

## Historia
10 czerwca 1619 miała miejsce bitwa pod Záblatí – jedna z przełomowych w pierwszej fazie wojny trzydziestoletniej. Wojska stanów czeskich pod dowództwem Mansfelda zostały pobite przez wojska cesarskie dowodzone przez Karola Bonawenturę de Longueval.

## Zabytki
- Zabudowania nr 20 zostały ogłoszone zabytkiem czeskiej kultury (czes. kulturní památka)
- Na północ od wsi, przy krzyżówce dróg do Strachovic i Bílé Hůrky znajduje się kapliczka (czes. Boží muka)
- Kaplica